# Saastal
Das Saastal (französisch Vallée de Saas) ist das Tal der Saaservispa. Es ist ein Seitental im Oberwallis in der Schweiz.

## Geografie
Das Saastal ist in erster Linie bekannt durch die Skiorte Saas-Fee und Saas-Grund, die Nähe zum Mattertal mit Zermatt und den Zugang zu den alpinistisch anziehenden Gebieten der Mischabelkette mit dem höchsten grenzfernen Gipfel der Schweiz, dem Dom.
Das Saastal ist der östliche Zweig des Vispertals, in dem es sich mit dem westlich gelegenen Mattertal beim Ort Stalden vereint. Vom Rhonetal her kommend gelangt man über Visp und Stalden zuerst nach Eisten und Saas-Balen, dann nach Saas-Grund. Von Saas-Grund erreicht man weiter südlich dem Tal folgend Saas-Almagell und später den Staudamm Mattmark oder nach rechts abzweigend das gut 200 Meter höhergelegene Saas-Fee.
Südlich und südöstlich grenzt das Saastal an das italienische Valle Anzasca mit dem Hauptort Macugnaga. Der Monte-Moro-, Ofental- und der Antrona-Pass im Saastal dienten früher als Schmugglerwege. Nach der Eröffnung des Simplonpasses verloren die schwer zugänglichen und hohen Pässe im Saastal ihre Bedeutung.

## Geschichte
Im Jahre 1851 verfasste Domherr Peter Joseph Ruppen Die Chronik des Thales Saas, welche noch heute als das Standardwerk über das Saastal gilt. Als Grundlage dienten ihm die Aufzeichnungen von Dekan Peter Joseph Zurbriggen (Familienstatistik Saas Nr. 553). Notar Alois Zurbriggen und Pfarrer Imseng ergänzten diese Chronik mit wissenschaftlichen Beilagen. Das Manuskript ist bis heute erhalten geblieben.
Bis zum Jahre 1893 bildeten die Gemeinden Almagell, Balen, Fee und Grund eine einzige Pfarrei des Dekanats Visp. Die Talkirche war in Saas-Grund. Die Bewohner der drei Gemeinden Almagell, Balen und Fee mussten somit für alle kirchlichen Angelegenheiten, wie Taufe, Firmung, Eheschliessung, Beerdigung usw. nach Saas-Grund gehen.
Die vom Aussterben bedrohte Schafrasse Saaser Mutte hat ihren Ursprung im Saastal.

## Grösste Konzentration von Viertausendern in den Alpen
Zusammen durchziehen das Saas- und das Mattertal, die bis zum Matterhorn und dem südlich der von ihnen umfassten Mischabelkette gelegenen Monte Rosa (mächtigstes und zweithöchstes Bergmassiv in den Alpen) aufsteigen, 38 Viertausender, was die grösste Konzentration von Hauptgipfeln der Viertausender in den Alpen ist. Auf der rechten Seite des Saastals finden sich die zwei Viertausender der Weissmiesgruppe mit Weissmies und Lagginhorn, 36 Viertausender umgeben das Mattertal.

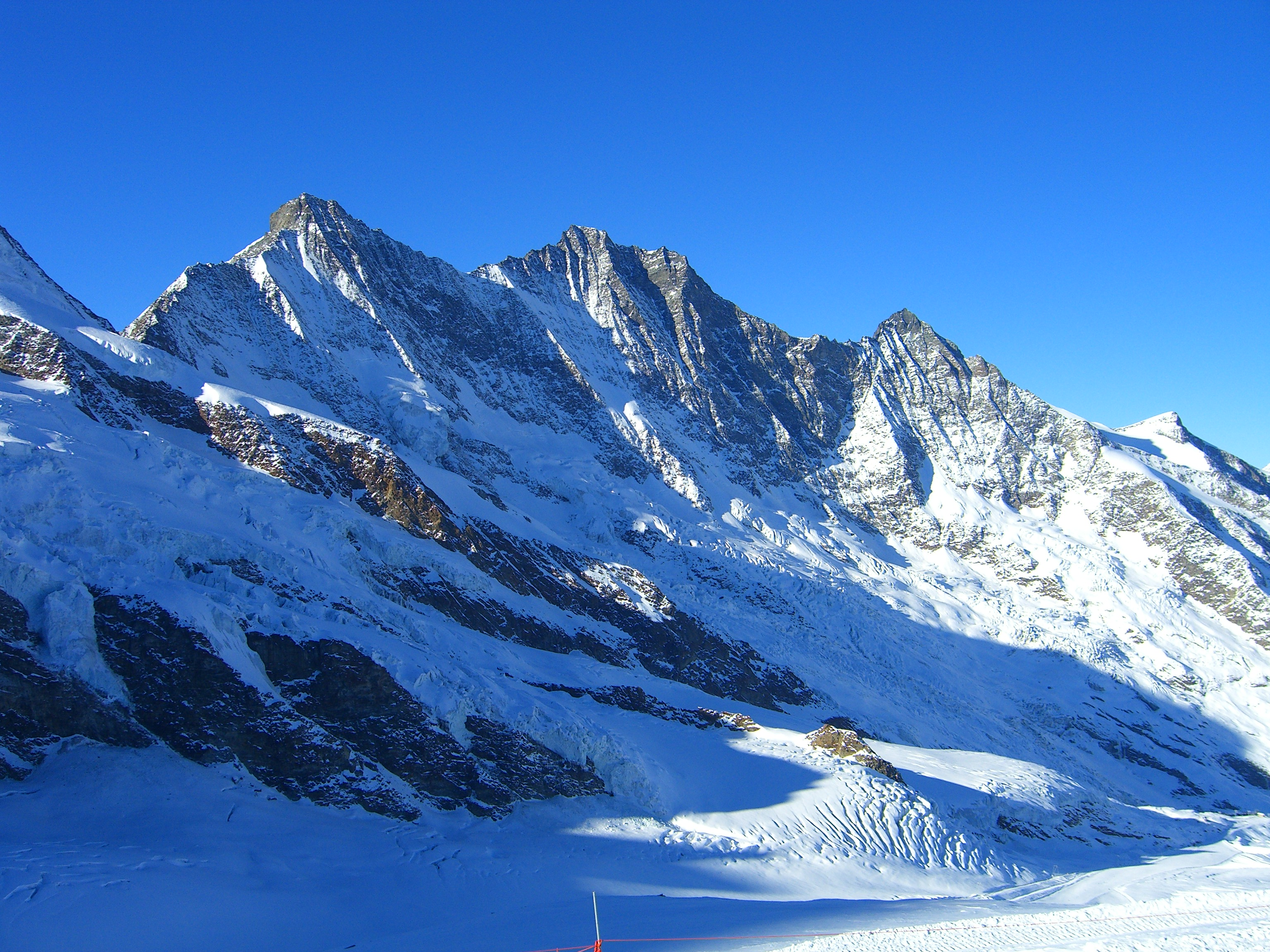
Täschhorn, Dom und Lenzspitze (von links)
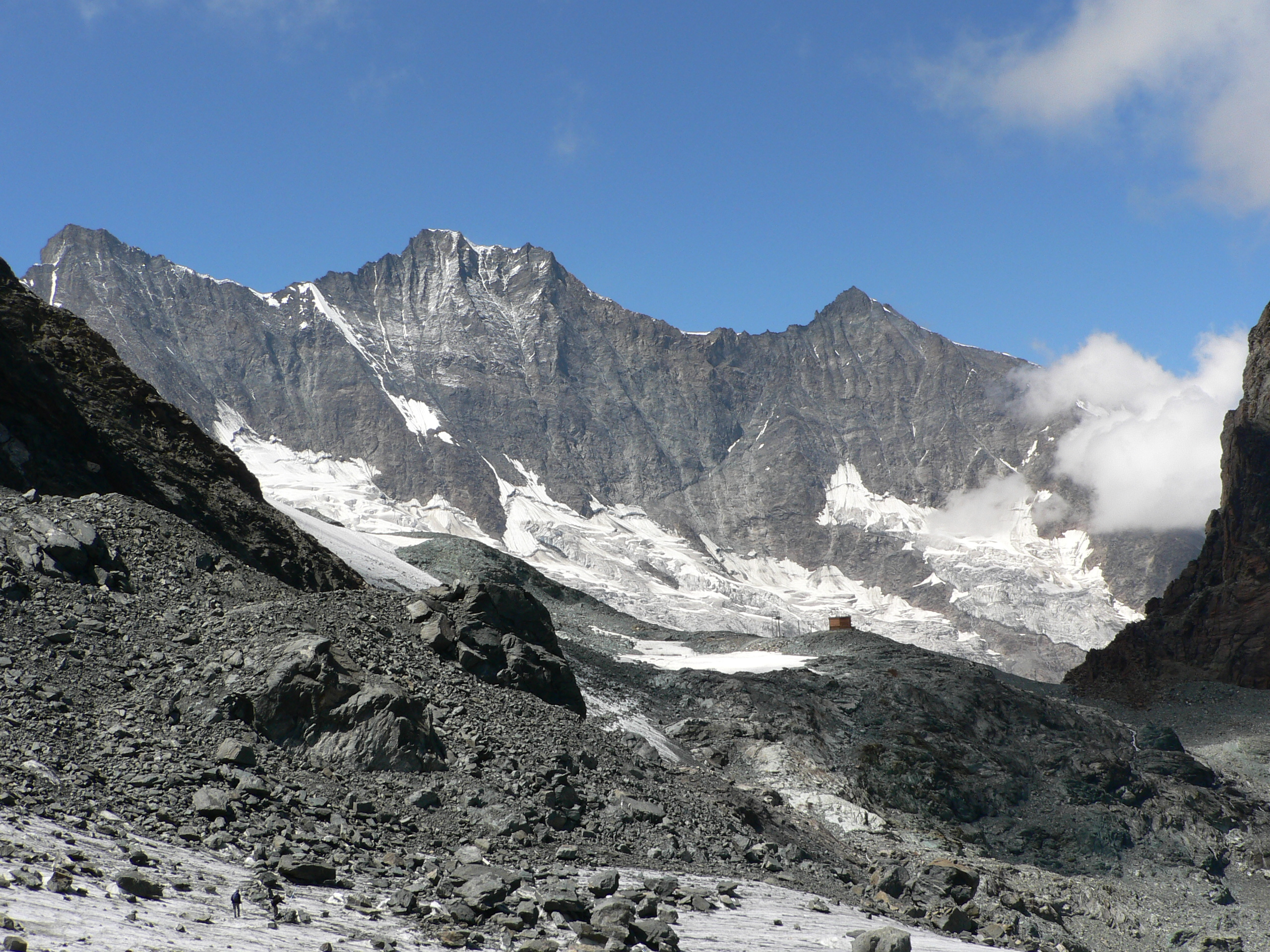
Dom (4545 m ü. M.)
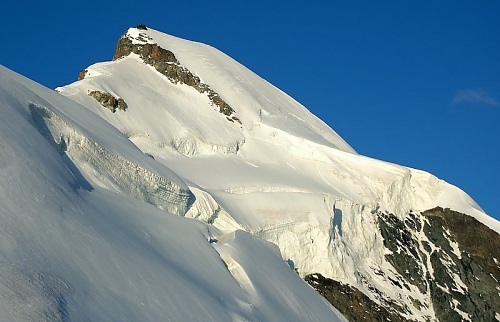
Das Allalinhorn, ein einfach zu ersteigender Viertausender
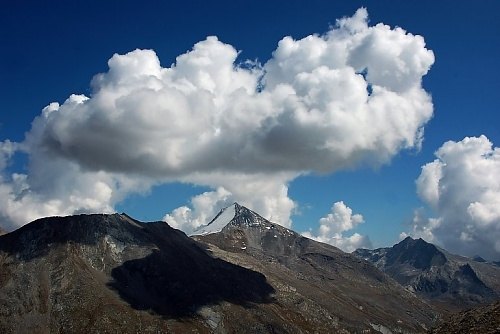
Landschaft im hinteren Saastal mit Stellihorn

## Munizipalgemeinden
Das Saastal bilden insgesamt acht Gemeinden, wobei sich die fünf Gemeinden Eisten, Saas-Balen, Saas-Grund, Saas-Fee und Saas-Almagell 100 % im Saastal befinden. Die acht Gemeinden des Tales (von oben abwärts – also Süd nach Nord) sind
- Saas-Almagell,
- Saas-Fee,
- Saas-Grund,
- Saas-Balen,
- Eisten,
- Staldenried,
- Visperterminen

und an der Vereinigung der Vispertäler:
- Stalden.

Saas-Grund ist der ehemalige Hauptort des Saastals und zweitgrösster Ort des Saastals nach Saas-Fee. Die Ortschaften Saas-Almagell (1672 m), Saas-Grund (1559 m), Saas-Balen (1483 m) und Eisten (1086 m) liegen am Talboden an der Saaservispa, die Ortschaften Saas-Fee (1798 m) und Staldenried (1052 m) am Talhang des Saastals.

### Saas-Almagell
Saas-Almagell ist die südlichste der Gemeinden im Saastal und hat 379 Einwohner (Stand 31. Dezember 2023). Unmittelbar im Anschluss an Saas-Almagell befindet sich der Mattmark-Staudamm, der höchstgelegene Erdstaudamm Europas (2197 m). Für Wintersportler gibt es im Winter ein Skigebiet und Langlaufloipen, für Wanderer steht ganzjährig ein grosses Wegenetz an Wanderwegen zur Verfügung.

### Saas-Fee
Saas-Fee ist mit 1592 Einwohnern (Stand 31. Dezember 2023) die grösste Ortschaft im Saastal. Die Gemeinde verfügt über das grösste Skigebiet der Gemeinden. Saas-Fee ist autofrei.

### Saas-Grund
Saas-Grund hat 1067 Einwohner (Stand 31. Dezember 2023) und ist der zentral gelegene Teilort des Saastales. In Saas-Grund teilt sich die Autostrasse nach Saas-Fee bzw. Saas-Almagell. Der Ort verfügt über ein sonniges Ski- und Wandergebiet (Hohsaas, Kreuzboden) und ist – wie auch das restliche Saastal – auf den Tourismus ausgerichtet.

### Saas-Balen
Saas-Balen zählt 362 Einwohner (Stand 31. Dezember 2023) und ist vor allem bekannt für ihre Rundkirche und den Fellbach. Es gibt im Ort nur einen Skilift, weshalb Wintertouristen oft auf die benachbarten Ortschaften ausweichen.

## Bilder

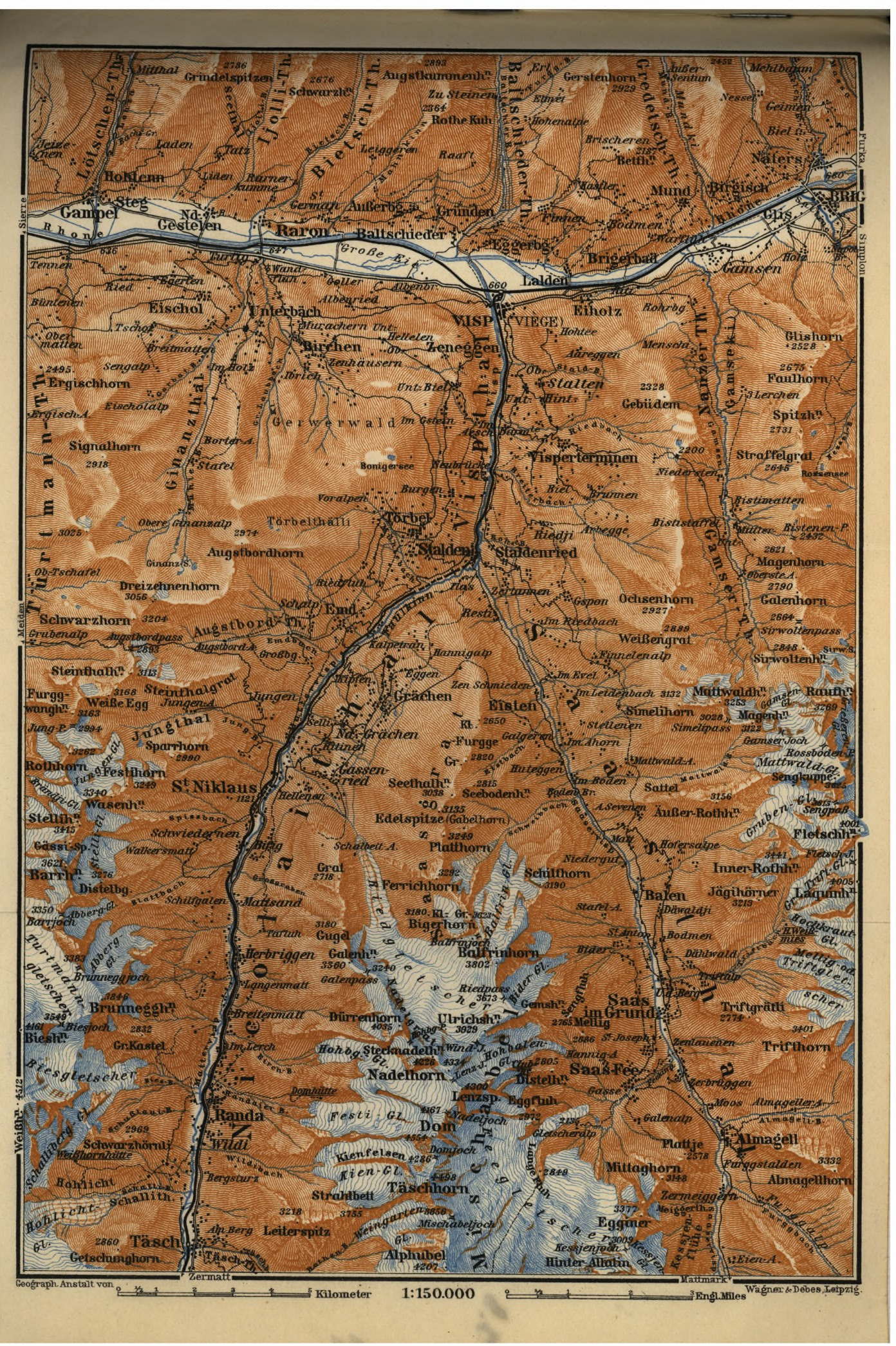
Das Saastal auf einer Karte im Baedeker-Reiseführer aus dem Jahr 1905.
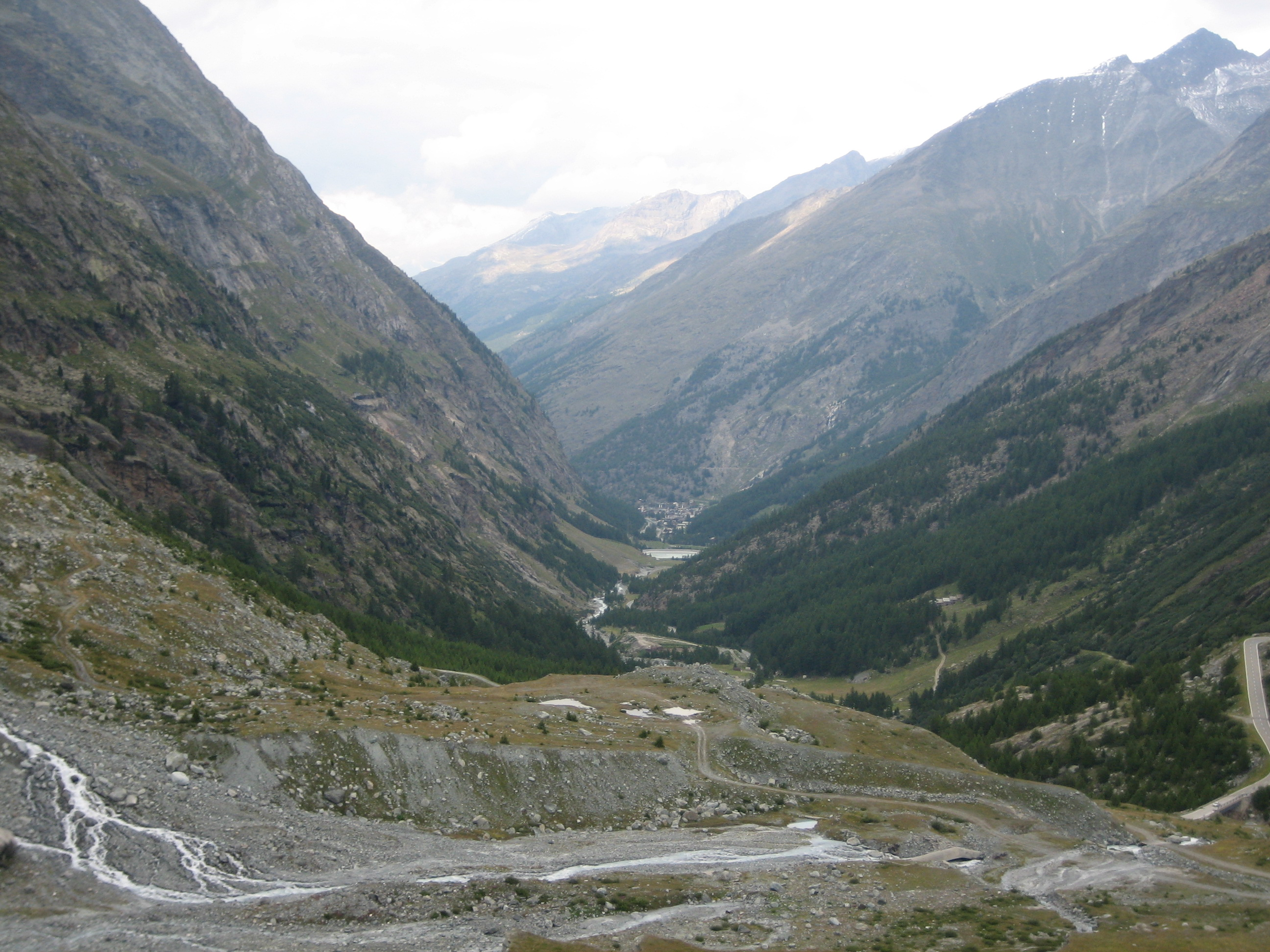
Das Saastal vom Staudamm Mattmark aus gesehen.
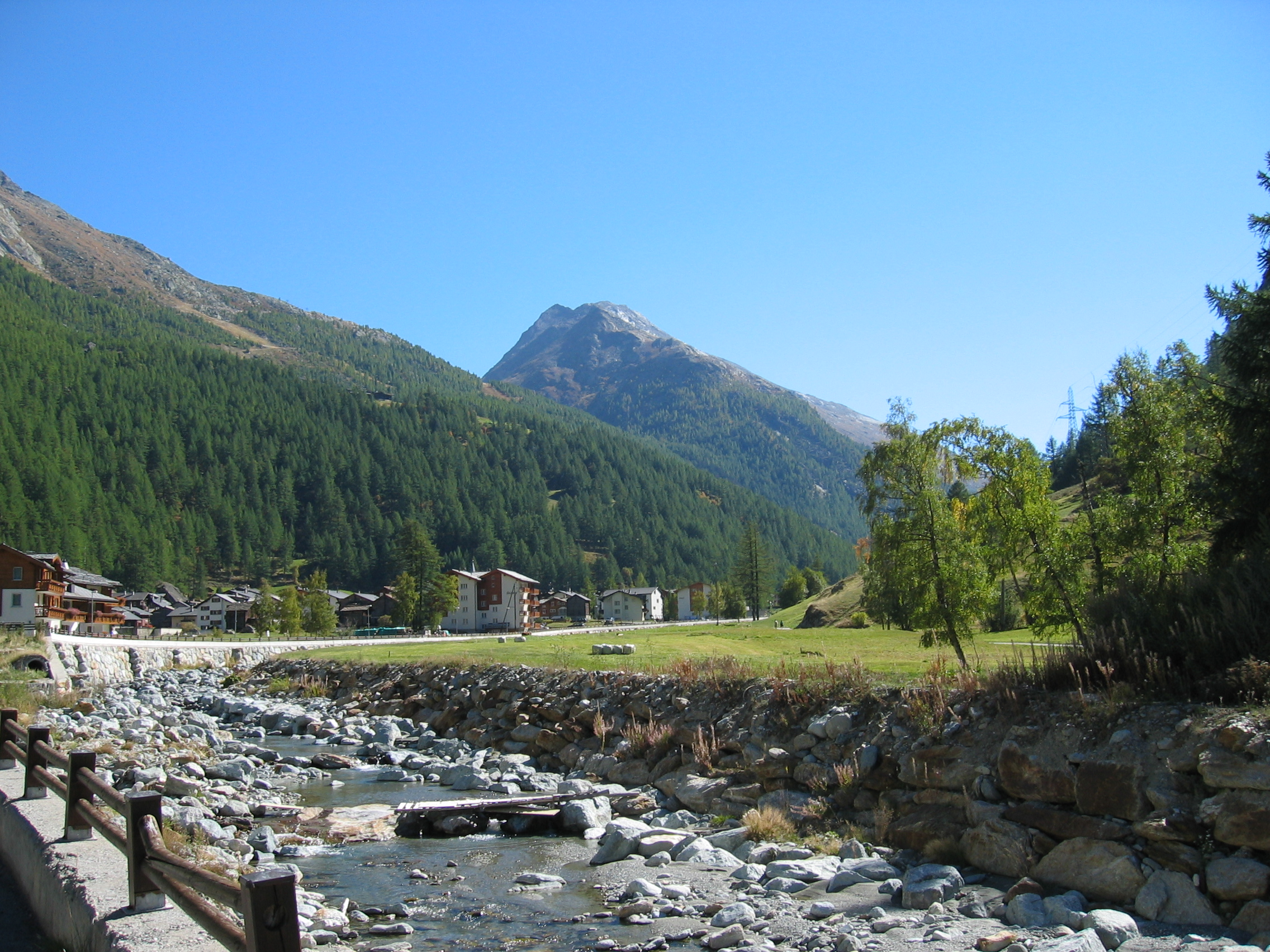
Saaservispa mit Saas-Almagell im Hintergrund
Almagell mit Kirche 1914–1918
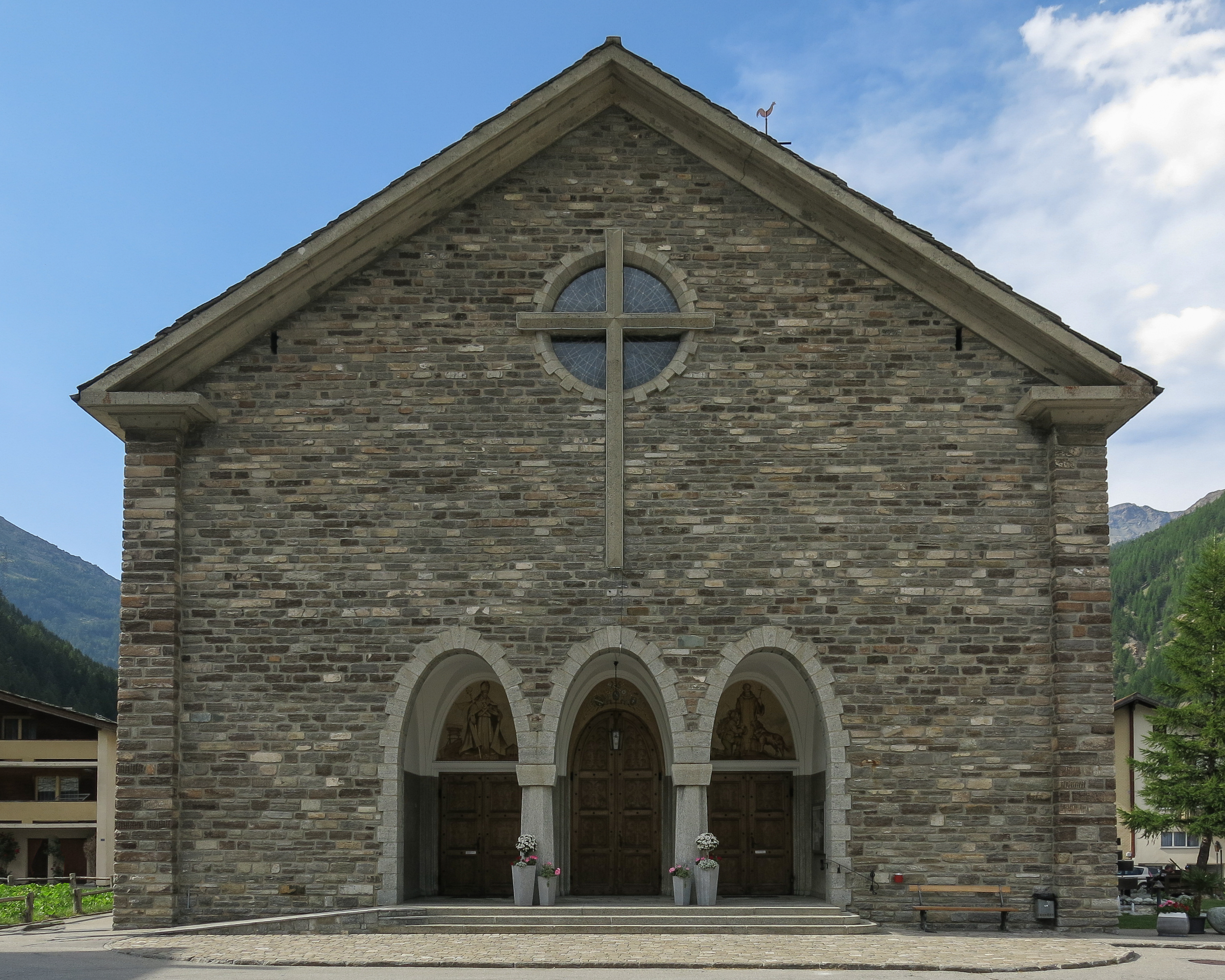
Saas-Grund, St. Bartholomäus